# Стіньяно
Стіньяно (італ. Stignano, сиц. Stignanu) — муніципалітет в Італії, у регіоні Калабрія,  метрополійне місто Реджо-Калабрія‎.
Стіньяно розташоване на відстані близько 520 км на південний схід від Рима, 55 км на південь від Катандзаро, 80 км на північний схід від Реджо-Калабрії.
Населення — 1386 осіб (2014).
Щорічний фестиваль відбувається 24 жовтня. Покровитель — San Raffaele Arcangelo.

## Демографія
Населення за роками:

Станом на 1 січня 2023 року в муніципалітеті офіційно проживало 109 іноземців з 18 країн, серед них 5 громадян країн Євросоюзу та 7 громадян України.

## Сусідні муніципалітети
- Каміні
- Каулонія
- Паццано
- Плаканіка
- Ріаче
- Стіло